# 行修寺
行修寺，位在苗栗縣公館鄉大坑村，舊名行修堂，原為齋教龍華派之齋堂。亦稱公館行修寺或大坑行修寺。

## 歷史
清領時期同治13年（1874年），由大坑堡隘長張進生創建，供奉觀音菩薩。之後創建人之孫張清任主持，定名「行修堂」，為齋教龍華派之齋堂，時稱大坑觀音宮。日治時代昭和10年（1935年），廟宇因新竹-台中地震而毀壞，現今的廟宇是地震後重建，為日本式寺院建築。